# Tai Tapu
Tai Tapu – miasto w Nowej Zelandii, na Wyspie Południowej, w regionie Canterbury.